# Kamieniołom przy Rynku Podgórskim
Kamieniołom przy Rynku Podgórskim – nieczynny kamieniołom wapienia w Dzielnicy XIII Podgórze w Krakowie. Znajdował się poniżej Parku Bednarskiego.

## Geologia
Wapienie budujące zrębowe wzgórza Krakowa pochodzą z jury późnej, z piętra oksford. Powstały jako osad na dnie płytkiego i ciepłego morza epikontynentalnego. Tworzyły się w kilku wyraźnie różniących się facjach, a ich miąższość dochodzi do 250–300 m. Dolną część profilu stanowiły wapienie płytowe, wyżej były wapienie cienkoławicowe, skaliste gruboławicowe z krzemieniami i skaliste. Największą wartość użytkową miały gruboławicowe wapienie skaliste z krzemieniami. Główną ich część stanowią wapienie drobnodetrytyczne, prócz nich występują wapienie grubodetrytyczne, pelityczne i kredowe.

## Historia
Wyrobisko kamieniołomu znajduje się na poziomie Rynku Podgórskiego. Na przełomie XVII i XVIII wieku w wyrobisku wybudowano zajazd i gospodę. Były izby noclegowe, stajnie dla koni i studnia w podwórku. W ścianie kamieniołomu wykuto piwnice, które pełniły rolę magazynu opału i towarów. Później budynki i piwnice wykupiono na plebanię pierwszego kościoła na Podgórzu. Obecnie w pomieszczeniach pierwszej plebanii i w piwnicach działa „Kamieniołom Jana Pawła II”.
Na Krzemionkach działało jeszcze siedem innych kamieniołomów:  Szkoła Twardowskiego, Liban, Łom Redemptorystów, Kamieniołom pod św. Benedyktem, Kamieniołom Miejski, Bonarka oraz kamieniołomy obozu Plaszow. Ostatni z kamieniołomów zamknięto w 1986 r.
Wapienie z krakowskich Krzemionek wykorzystano m.in. do budowy murów obronnych Wawelu, katedry romańskiej i innych budowli Wawelu, murów miejskich Krakowa, kościołów św. Andrzeja,  Najświętszego Salwatora, św. Wojciecha, św. Jana, Najświętszej Marii Panny, skarpy Collegium Maius, kościołów i systemu obronnego Kazimierza. Bliskość miasta była przyczyną, że w pierwszych wiekach jego rozwoju kamieniołomy Krzemionek odegrały decydującą rolę jako źródło surowca skalnego.